# ماري لانغ

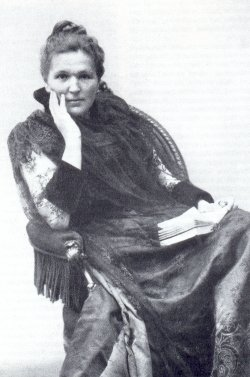
النسوية النمساوية ماري لانغ ، 1858-1934.

ماري لانغ (8 مارس 1858 - 14 أكتوبر 1934) هي ناشطة نسوية وثيوصوفية وناشرة نمساوية. ولدت لانغ في فيينا عام 1858، ونشأت في عائلة ليبرالية من الطبقة المتوسطة العليا. انفصلت عن زوجها الأول في عام 1884، وتزوجت بعدها من إدموند لانغ واستضافا صالونًا أدبيًا حضره المؤثرون السياسيون والمثقفون. انضمت لانغ إلى الحركة النسائية في أواخر ثمانينيات القرن التاسع عشر، وسرعان ما أصبحت ناشطة مؤثرة في مجال حقوق المرأة. في عام 1893، أسست جمعية المرأة النمساوية العامة بالاشتراك مع أوغست فيكرت وروزا مايردر. على الرغم من الأحكام الواردة في المادة 30 من القانون الذي يحكم الجمعيات، والذي يحظر مشاركة المرأة السياسية، سخرت الصديقات الثلاث شبكات معارفهمنمن السياسيين والمفكرين المؤثرين لممارسة ضغوط لتحقيق تغييرات قانونية على قوانين حقوق المرأة والطفل المدنية بالإضافة إلى حق المرأة في الاقتراع. في عام 1898، ساهمت لانغ في تأسيس مجلة المرأة التي تحمل اسم ومنز دوكيومنتس وشغلت منصب رئيس تحريرها حتى عام 1902.
في عام 1902، حضرت لانغ المؤتمر الذي أقامه الاتحاد الدولي لإلغاء الرق في لندن وزارت مستوطنة باسمور إدواردز، لتصبح بذلك مدافعة عن برامج الرعاية الاجتماعية. عندما عادت إلى النمسا، ألقت محاضرات في نادي نسائي حول حركة الاستيطان ونظمت جمعية فيينا للاستيطان، وعملت في مجلس إدارتها حتى عام 1909. في عام 1901، أسست دار أوتاكرينغ الاستيطانية، حيث جرى تقديم الخدمات الاجتماعية للنساء. في عام 1905، انضمت إلى لجنة حق المرأة في الاقتراع، وعملت بجهد على تغيير المادة رقم 30 والذي يتناول حقوق المرأة في الاقتراع. عملت لانغ في مستشفى عسكري خلال الحرب العالمية الأولى، حيث مارست العلاج بالتدليك السويدي. توفي زوجها في عام 1918 وتقاعدت من العمل في جمعية الاستيطان بعدها بعامين لتكريس وقتها لعائلتها. تُذكر لانغ على أنها أحد شخصيات الحركة النسوية في النمسا التي برزت في مطلع القرن. بقيت جمعية المستوطنات التي أسستها تعمل حتى عام 2003 وكانت رائدة في العديد من الخدمات الاجتماعية في النمسا، كتعليم الكبار ورعاية الأطفال والأمومة وبرامج المخيمات الصيفية وعلاج السل.

## نشأتها
ولدت ماري كاثرينا أوغست فريدريك ويسغريل بتاريخ 8 مارس 1858 في فيينا، عاصمة الإمبراطورية النمساوية، والداها هما إميلي (شولتز قبل الزواج) وكارل ويسغريل (المعروف كذلك باسم كارل ماتياس فيسغريل). صُنفت عائلتها جزءًا من الطبقة المتوسطة الليبرالية الصغيرة في فيينا. عملت والدتها ممثلة وهي ابنة أخت الممثل الكوميدي وينزل شولتز. عمل والدها نجارًا، وهو من مؤيدي الحرية المدنية، ودعم ثورات عام 1848. تلقت ويسغريل تعليمه في المنزل على يد أحد معلمي مدرسة جيمنازيوم المحلية.
في عام 1880 أو 1881، تزوجت ويسغريل من مجوهراتي البلاط، ثيودور كوشرت. أنجبا ابنًا واحدًا، إريك، وذلك قبل انفصالهما في عام 1884. خسرت ويسغريل حضانة ابنها لصالح كوشرت عند انفصالهما بموجب الأعراف القانونية السائدة آنذاك، إلا أنّها بقيت على تواصل مع ابنها ومقربة منه. خلال فترة زواجها، التقت بإدموند لانغ، وهو محامٍ يهودي وصهر ثيودور، إذ كان هاينريش كوشرت زوجًا لميلاني لانغ. في عام 1885، أنجب ويسغريل وإدموند ابنًا، هاينز، وتزوجا بعد ذلك بفترة وجيزة. اعتنق إدموند البروتستانتية بعد زواجهما. في عام 1886، أنجبت عائلة لانغ ابنًا آخرًا، إروين، الذي أصبح رسامًا وتزوج بالراقصة غريت فيزنتال.

## مسيرتها المهنية
انخرطت عائلة لانغ في ثقافة الصالونات الأدبية في فيينا، واستضاف الزوجان تجمعات من الفنانين والسياسيين في منزلهم كل مساء تقريبًا. قضوا عطلة صيفية مع مجموعة من الأصدقاء في غرينزنغ في قلعة بيل فيو، والمشهورة بكونها المكان الذي شهد سيغموند فرويد حلمه المعروف بحقن ايرما. أسس الزوجان كذلك مجموعة دراسة ثيوصوفية بالاشتراك مع فريدريك إيكستين وفرانز هارتمان. في عام 1888، التقى الزوجان بالفيلسوف رودولف شتاينر، وعرفوه على الأدب الثيوصوفي، وكذلك إلى صديقة لانغ روزا مايريدر. كان للانغ ومايريدر أثر في تطور شتاينر وواصل مراسلاته مع مايريدر سنوات عديدة. وصف شتاينر لانغ بأنها مركز الدائرة، وأن الفضل يعود لشخصيتها واهتمامها بالثيوصوفيا في تشجيع مشاركة أعضاء المجموعة ذوي الآراء المختلفة على نطاق واسع. توسع نطاق ضيوفها ليشمل الملحن هوغو وولف، الذي اعتنت به في منزلها أسابيع عديدة أثناء مرضه.
قرب نهاية ثمانينيات القرن التاسع عشر، أصبحت لانغ على اطلاع بالحركة النسائية من خلال صديقاتها، أوغست فيكرت ومايريدر. سرعان ما أصبحت واحدة من أبرز ناشطات حقوق المرأة في عصرها. في عام 1891، أنجبت ابنتها ليليث، وكانت مايريدر عرابة لها. في عام 1893، أنشأت لانغ الرابطة النسائية النمساوية العامة بالاشتراك مع فيكرت ومايردير، واعتُبرت واحدة من المنظمات الراديكالية التي نشطت في الحركة النسائية في فيينا. على غرار المنظمات التي أُنشئت للعاملين على حساب الجماعات النسائية من الطبقة المتوسطة والعليا، التي ركزت على الأعمال الخيرية، أيدت الرابطة النسائية حقوق الطبقة العاملة في العمل والتعليم والحماية القانونية للفقراء، وإلغاء القوانين التي تحكم البغاء. على الرغم من الأحكام القانونية التي تحدد القواعد العامة للجماعات الخاصة بموجب المادة رقم 30 من القانون، والتي تحظر مشاركة المرأة في الحياة السياسية، سعت فيكرت، رئيسة المنظمة، إلى التأثير في السياسة. سخرت الصديقات الثلاث شبكات معارفهن من السياسيين والمفكرين المؤثرين لممارسة ضغوط لتحقيق تغييرات قانونية على قوانين الدعارة، فضلًا عن إلغاء القوانين التي تتطلب من المعلمات أن يكن عازبات، وتشجيع دعم حق المرأة في الاقتراع. دعت لانغ كذلك إلى إقامة تشريع لحماية الأمهات غير المتزوجات وأطفالهن غير الشرعيين. أصبحت الرابطة النسائية «واحدة من أكثر المنظمات النسائية نفوذًا في نهاية القرن، وأحدثت تغييرًا على السياسة والمجتمع لصالح المرأة».
أيدت لانغ الفنانين المعروفين بالانفصاليين في فيينا، بقيادة غوستاف كليمت. غالبًا ما حظي الفنانون والنسويون الحداثيون بدعم المثقفين المتعلمين، وعلى الرغم من عدم السماح لهم بالمشاركة في اجتماعات الانفصال، سعت النسويات إلى توثيق الروابط مع الحركة الفنية، والتي اعترضت بدورها كذلك على القيم التي عفا الزمن عليها. قارنت لانغ بين أعمال المهندسين المعماريين كأدولف لوس وجوزيف ماريا أولبريتش، وموسيقيين كغوستاف ماهلر، ورسامين ككليمت، واعتبرت بعض المصممين كألفريد رولر روادًا للتعبير عن حرية رفض النسويات للنظام الأبوي.
في عام 1898، ساهمت لانغ في تأسيس مجلة المرأة التي تحمل اسم ومنز دوكيومنتس بالاشتراك مع فيكرت ومايردير، والتي اعتُبرت الجهاز الصحفي للرابطة النسائية والتي اختصت بنشر أصداء الثورة الفنية للانفصاليين. كانت المجلة محفلًا ثقافيًا وسياسيًا أتاح للمرأة أن تعرب عن آرائها بشأن الحاجة إلى التغيير المجتمعي. شغلت لانغ منصب رئيس التحرير، ووظفت كتابًا آخرين، وكتب فيكرت ومايريدر مقالات في المجلة. في عام 1899، اختلفت فيكرت ولانغ لتغادر هي ومايريدر الصحيفة. واصلت لانغ نشر ومنز دوكيومنتس حتى عام 1902، حيث لم يبق ما يكفي من المال لاستمرارها. عملت كذلك في اللجنة الصحفية لاتحاد المنظمات النسائية النمساوية.
في عام 1898، وقع الاختيار على لانغ لتكون ممثلة الرابطة النسائية في مؤتمر الاتحاد الدولي لإلغاء الرق الذي عُقد في لندن. طلبت إيلس فيدرن من لانغ دراسة حركة الاستيطان أثناء وجودها في إنجلترا. زارت لانغ مستوطنة باسمور إدواردز وأُعجبت بالطريقة التي تتبعها المنظمة لحل المشكلات الاجتماعية. عنيت دور الاستيطان بتوفير التدريب اللازم للمساعدة الذاتية ومرافق رعاية الأطفال، التي لم يُسمع بها من قبل آنذاك، وأصبحت بذلك توفر خدمات اجتماعية أصبحت شائعة في الوقت الحاضر. عندما عادت لانغ إلى النمسا، ألقت محاضرة حول حركة الاستيطان برعاية الرابطة النسائية. في العام التالي، شرعت في تنظيم إنشاء جمعية مستوطنات فيينا. بين عامي 1901 و1909، شغلت لانغ منصب نائب رئيس جمعية المستوطنات، التي كانت برئاسة كارل رينر. تمثل المشروع الأول لجمعية المستوطنات بإنشاء مطبخ مدرسي خاضع لإدارة الجمعية في بريغيتناو، إلا أنهم لم يتمكنوا من العثور على مبنى ملائم لمشروع الإسكان.